# Bicske (distrikt)
Bicske är ett distrikt i Ungern. Det ligger i provinsen Fejér, i den västra delen av landet, väster om huvudstaden Budapest.